# Burgh on Bain
Burgh on Bain est une paroisse civile et un village du Lincolnshire, en Angleterre.